# Gais 1976
Fotbollsklubben Gais spelade säsongen 1976 i division II södra, efter att snöpligt ha åkt ur allsvenskan på målskillnad föregående år. Gais hade hopp om att återvända till allsvenskan direkt, men gjorde en dålig säsong och slutade bara sexa i serien.
Gais deltog inte i svenska cupen 1976/1977.

## Inför säsongen

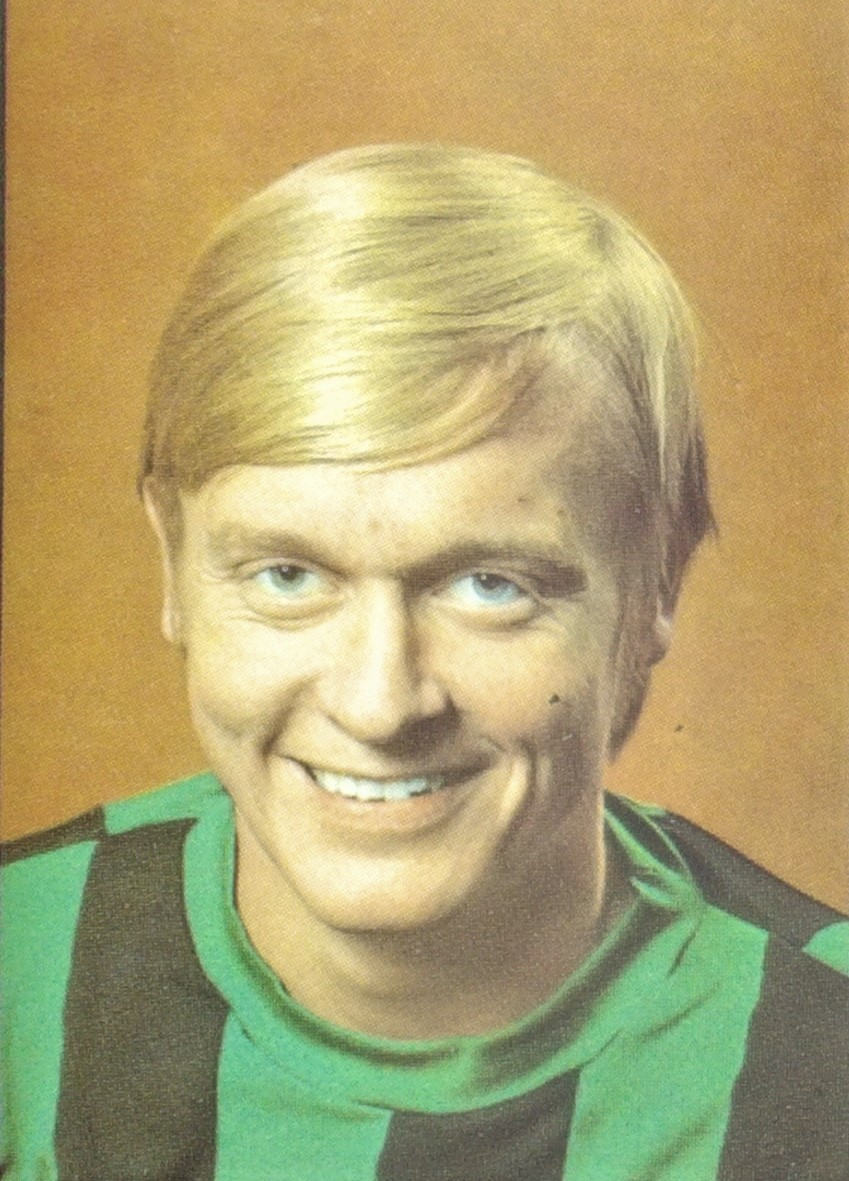
Eine Fredriksson stannade i Gais, trots degraderingen och intresse från utlandet.

Gais hade åkt ur allsvenskan 1975 och var fast beslutna att gå upp direkt igen. Stjärnan Eine Fredriksson tränade inför säsongen med västtyska Hamburger SV, men fick inget kontrakt där och återvände till Gais. Tränaren Vilmos Varszegi skrev på ett treårskontrakt, och trots att målvakten Kjell Uppling återigen blev skadad före seriestart och skulle vara borta hela våren var klubben optimistisk. Endast Roger Gustafsson lämnade Gais, och den allmänna uppfattningen var att det storsatsande IFK Göteborg under klubbdirektören Anders Bernmar skulle få en rejäl kamp om seriesegern.
Internt förekom dock stridigheter. Tre man hoppade av styrelsen eftersom det fanns "för lite fotbollskunnigt folk i ledningen" och var "för dålig kontakt med det mäktiga arbetsutskottet". Arbetsutskottet var Bengt Bjerned, Knut Orrbeck, Rolf Pålsjö och Leif Cronholm, som ansågs styra klubben på ett näst intill diktatoriskt vis.
Även ekonomin var dålig, och man satte ett mål att göra klubben skuldfri inom tre år. Därför gjordes inga större nyförvärv, och man hoppades på att derbyna mot den stora rivalen IFK skulle innebära goda intäkter.

## Seriespel
Serien inleddes med en riktig stjärnsmäll för Gais, som på Ryavallen i Borås förlorade med hela 0–4 mot nykomlingen Norrby IF. Det blev en stor revansch för Norrbys gamle Gais-bohem Conny Aldorsson, vars lynniga stil Gais hade tröttnat på hösten 1974. Nu fick han vara med och utklassa sin gamla klubb, och direkt efter matchen sprang han raka vägen till Gaisbänken och höjde näven i en segergest.
Gais fortsatte skakigt, och hade efter sex omgångar bara sju poäng samtidigt som IFK hade maximala tolv, när det den 20 maj var dags för derby. Hela 50 690 åskådare såg Gais nye back Olle Calming göra 1–0. IFK kvitterade, men sedan fick Gais straff efter att Björn Ericsson gått hårt åt Hasse Johansson i straffområdet. Eine Fredriksson slog dock straffen utanför. Sedan fick Kenneth Wessberg ett 2–1-mål underkänt för offside, och IFK kunde efter visst besvär vända till ett trots allt rättvist 3–1. Seriesegern och uppflyttningen var därmed i princip utesluten för Gais, som i stället fick kämpa för att hålla avstånd till botten.
Vårsäsongen fortsatte som den hade börjat, och när serien vände var Gais bara elva av 14 lag. Tidningarna skrev att Varszegi var på väg att få sparken – tränaren själv blev rasande, men Gais dementerade nyheten och sköt i stället problemen framåt. Under sommaren arrangerades ett träningsläger i Blekinge för att spelarna skulle återfå lagkänslan och självförtroendet, men lagom till höstsäsongen sjukskrev sig Varszegi på grund av hot och hat från missnöjda supportrar. Han hade terroriserats av telefonsamtal och hatbrev, hans bil blev vandaliserad, och efter en förlust mot Råå IF blev han till och med fysiskt angripen.

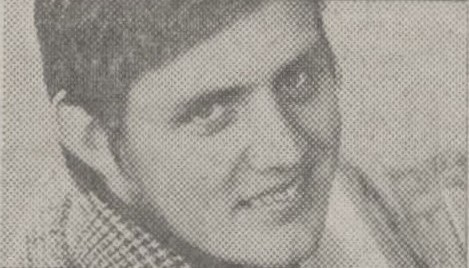
Kjell Uppling inledde säsongen skadad, men återkom under hösten och var bidragande till Gais uppryckning.

Varszegi ersattes av gamle trotjänaren Rune Jingård, som varit med och vunnit SM-guldet 1954. Höstderbyt mot IFK lockade "bara" 32 883 åskådare, då det sedan länge stod klart att IFK skulle vinna serien. Gais förlorade med klara 0–3 efter två mål av Ove Kindvall och ett av unge Torbjörn Nilsson. Med 17 omgångar spelade var Gais bara två poäng från nedflyttningsstrecket. Då beordrade Jingård gnetspel, och Gais började vinna igen. Rutinerade Pålsson, Uppling, Wessberg och Hans Johansson räddade upp situationen, och på de sju sista matcherna tog klubben sex segrar och en oavgjord. Till sist slutade Gais på en sjätteplats.
Lokalpressen var inte nådig efter säsongen, utan hävdade att Gais efter succésäsongen 1974 inte utnyttjat läget att knyta till sig fler bra spelare. Ordförande Bjerned försvarade sig med att Gais hade varit med i budgivningen om Torbjörn Nilsson och Rein Albo, som båda gick till IFK Göteborg, liksom om Reine Almqvist, som gick till Sundsvall. Gais hade dock för dålig ekonomi för att kunna hävda sig i konkurrensen om de attraktiva spelarna.
Pengabekymren fortsatte: även om skulderna minskade något gick klubben med förlust på 700 000 kronor under säsongen, trots de lönsamma derbyna. De höga spelarlönerna i ett Gais som hade hoppats på att direkt återkomma till allsvenskan utgjorde en stor del i förlusten, men klubben räddades av kringverksamheter som bingo, lotterier och kalenderförsäljning, samt av supportrarna som drog in pengar där ledningen misslyckats.

### Tabell
| Nr | Lag                 | S  | V  | O  | F  | GM | IM | MS  | P  |
| -- | ------------------- | -- | -- | -- | -- | -- | -- | --- | -- |
| 1  | IFK Göteborg        | 26 | 20 | 4  | 2  | 68 | 28 | +40 | 44 |
| 2  | Helsingborgs IF     | 26 | 14 | 8  | 4  | 43 | 23 | +20 | 36 |
| 3  | Jönköpings Södra IF | 26 | 12 | 8  | 6  | 44 | 38 | +6  | 32 |
| 4  | IFK Hässleholm      | 26 | 11 | 6  | 9  | 39 | 31 | +8  | 28 |
| 5  | Norrby IF (U)       | 26 | 9  | 9  | 8  | 35 | 30 | +5  | 27 |
| 6  | Gais (N)            | 26 | 12 | 3  | 11 | 34 | 31 | +3  | 27 |
| 7  | IFK Malmö           | 26 | 11 | 4  | 11 | 35 | 35 | 0   | 26 |
| 8  | IS Halmia           | 26 | 9  | 6  | 11 | 45 | 36 | +9  | 24 |
| 9  | KB Karlskoga        | 26 | 11 | 2  | 13 | 22 | 43 | −21 | 24 |
| 10 | Grimsås IF          | 26 | 8  | 7  | 11 | 46 | 43 | +3  | 23 |
| 11 | Råå IF (U)          | 26 | 7  | 7  | 12 | 28 | 35 | −7  | 21 |
| 12 | Motala AIF (U)      | 26 | 6  | 7  | 13 | 28 | 49 | −21 | 19 |
| 13 | Emmaboda IS         | 26 | 3  | 11 | 12 | 21 | 41 | −20 | 17 |
| 14 | Trollhättans IF     | 26 | 4  | 8  | 14 | 27 | 52 | −25 | 16 |

### Seriematcher
| Lag                 | Hemma | Borta |
| ------------------- | ----- | ----- |
| IFK Göteborg        | 1–3   | 0–3   |
| Helsingborgs IF     | 2–0   | 1–2   |
| Jönköpings Södra IF | 1–3   | 1–2   |
| IFK Hässleholm      | 2–1   | 1–1   |
| Norrby IF           | 2–0   | 0–4   |
| IFK Malmö           | 1–0   | 0–1   |
| IS Halmia           | 1–0   | 2–2   |
| KB Karlskoga        | 2–0   | 6–1   |
| Grimsås IF          | 1–2   | 2–1   |
| Råå IF              | 0–1   | 0–1   |
| Motala AIF          | 2–0   | 1–0   |
| Emmaboda IS         | 2–0   | 2–1   |
| Trollhättans IF     | 1–1   | 0–1   |

### Spelarstatistik

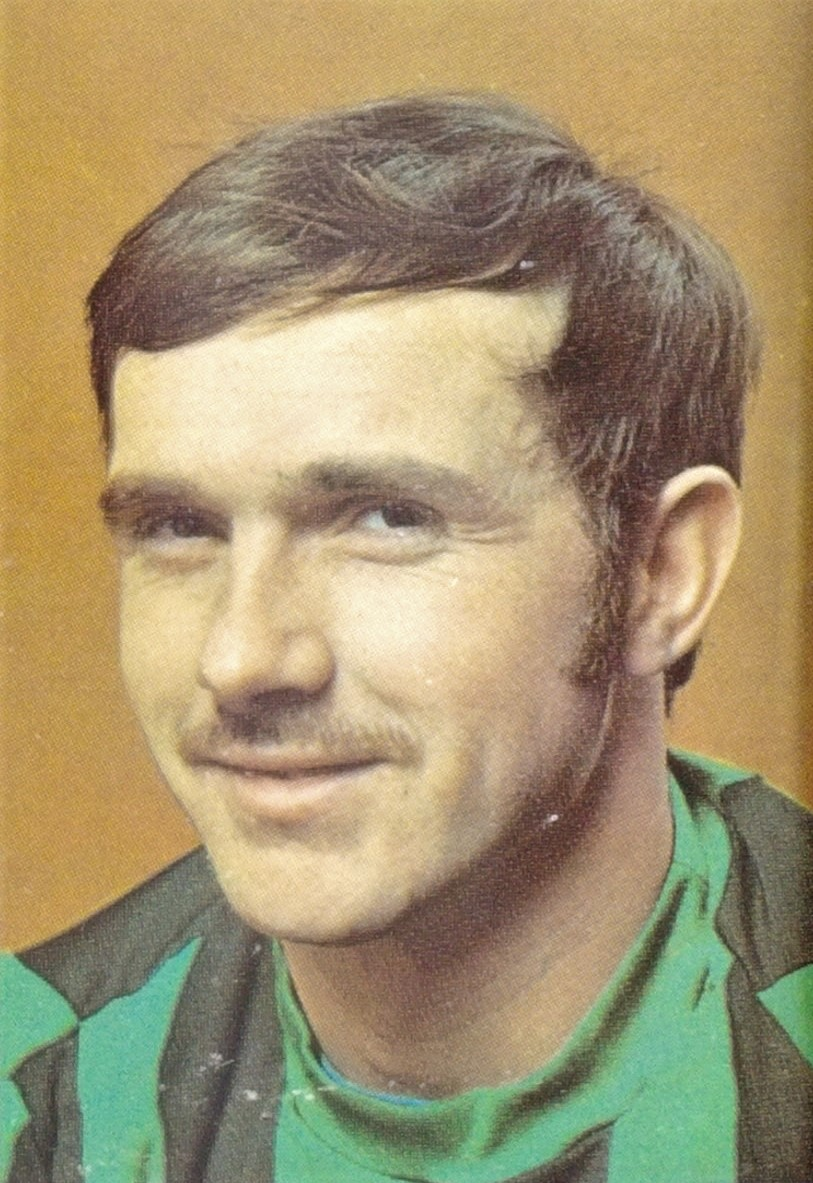
Sten Pålsson blev med blygsamma sju mål klubbens interna skyttekung.

| Namn                 | Matcher | Mål |
| -------------------- | ------- | --- |
| Sten Pålsson         | 26      | 7   |
| Tommy Andersson      | 26      |     |
| Eine Fredriksson     | 25      | 6   |
| Hans Johansson       | 22      | 6   |
| Kenneth Wessberg     | 22      | 4   |
| Nils Norlander       | 21      |     |
| Thomas Bloom         | 19      | 2   |
| Sune Persson         | 19      |     |
| Glenn Sevestedt (mv) | 19      |     |
| Björn Gustavsson     | 17      |     |
| Osborn Larsson       | 16      |     |
| Olle Calming         | 15      | 2   |
| Leif Larsson         | 15      |     |
| Martin Augustsson    | 14      | 3   |
| Mikael Johansson     | 14      | 1   |
| Kjell Uppling (mv)   | 7       |     |
| Alf Engqvist         | 6       | 2   |
| Mikael Berthagen     | 4       |     |
| Christian Pestat     | 4       |     |
| Lars Liljeblad       | 2       |     |
| Stefan Gustavsson    | 1       |     |
| Leif Johansson       | 1       |     |